# 39 Combat Engineer Regiment
Le 39 Combat Engineer Regiment, abrégé en 39 CER, est un régiment de génie de combat de la Première réserve de l'Armée canadienne. Il a été créé le 3 mai 2008 par l'amalgamation d'escadrons de génie de campagne qui étaient jusque-là indépendants. Il fait partie du 39e Groupe-brigade du Canada au sein de la 3e Division du Canada. Son quartier général se situe à Chilliwack en Colombie-Britannique. Le régiment comprend trois escadrons : le 6 à North Vancouver, le 44 à Trail et le 54 à Chilliwack.

## Annexe